# Ketoacidose
Ketoacidose, is een bijzondere vorm van acidose die kan optreden bij mensen met diabetes mellitus. In geval van ketoacidose is er sprake van ophoping van ketolichamen (acetoacetaat, aceton en bèta-hydroxybutyraat) in het bloed dat daardoor zuur wordt. Ketoacidose ontstaat door een tekort aan insuline. Ketoacidose moet niet verward worden met ketose. Ketose is een gezonde staat van ons lichaam waarin vet de voornaamste energiebron is.
Het lichaam heeft insuline nodig om glucose op te nemen uit het bloed. Insuline zorgt ervoor dat glucose veel sneller door de cellen in vetweefsel en de spiercellen kan worden opgenomen voor de verbranding. In de lever en spieren zorgt insuline ervoor dat glucose wordt  omgezet en opgeslagen in de vorm van glycogeen. Bij patiënten met diabetes mellitus type I is er geen of onvoldoende insuline aanwezig.
Dat heeft tot gevolg dat het lichaam, ondanks een hoge glucosevoorraad in het bloed, toch die glucose niet kan gebruiken voor de energievoorziening.
Er wordt dan overgeschakeld op de verbranding van vetten, ketose genaamd. Voor deze vetverbranding zijn coenzym A-moleculen nodig. Deze coenzym A-moleculen worden gevormd uit glucose. Echter, omdat het lichaam nu geen glucose kan gebruiken, moet worden overgegaan tot het afbreken van eiwitten om deze coenzym A-moleculen te vormen. Het afbreken van eiwitten (onder andere gevonden in spieren) leidt tot verzuring. Verder worden bij de vetverbranding uit de lichaamsvetten ketonen gevormd voor energie. Normaliter worden de vetzuren omgezet tot acetyl-CoA (door acyl-CoA synthetase, carnitine en de bèta-oxidatie waarmee 1 FADH2, 1 NADH en 1 acetyl-CoA wordt gevormd). Deze zou dan in de Krebscyclus gaan reageren met oxaloacetaat tot citroenzuur om zo pyruvaat om te zetten in CO2 (zie Krebscyclus). Bij Diabetes type 1 is er echter een absoluut tekort aan glucose in de cel, waardoor deze voorrang zal geven aan de gluconeogenese, eerder dan aan de Krebscyclus. De gluconeogenese gebruikt echter zo veel oxaloacetaat in de omvorming naar fosfoenolpyruvaat en verder tot glucose, dat deze niet meer beschikbaar is in de Krebscyclus. Hierdoor kunnen de acetylCoA's niet verder reageren in de Krebscyclus en vormen ze ketonlichaampjes door te reageren met andere acetylCoA's tot acetoactetaat en hieruit aceton en 3-hydroxybutyraat. Deze ketonen komen terecht in de bloedbaan. Ketonen zijn niet gevaarlijk en kunnen net als glucose het lichaam voorzien van energie. De hersenen geven zelfs de voorkeur aan ketonen als energiebron. Acidose ontstaat alleen in geval van ziekte (diabetes) of medicijngebruik. De aanmaak van ketonen stopt normaal gesproken vanzelf. Een hoge dosis ketonen zet namelijk aan tot de productie van insuline. Insuline in het bloed stopt de ketogenese. Is er in het lichaam een tekort aan insuline dan mist het lichaam dus dit veilgheidsmechanisme. Let wel: een patiënt met diabetes type 2 kan wel insuline maken, maar de cellen zijn niet meer in staat te regeren op insuline. Een patiënt met diabetes type 1 kan geen insuline aanmaken. 
De symptomen van ketoacidose zijn, naast die van een hyperglykemie zoals veel drinken, veel plassen en moeheid, ook misselijkheid. Door de hoge concentraties van ketonen komen deze ketonen in de urine terecht en is er sprake van ketonurie. Daarnaast verliest het lichaam ook ketonen bij het uitademen wat merkbaar is doordat de adem ruikt naar appeltjes of naar aceton (afhankelijk van de soort ketonen). Als de ketoacidose te lang duurt, kan de patiënt gaan braken. Als dat eenmaal gebeurt, is de kans dat de bloedsuikers verder ontregelen zo groot dat direct een arts moet worden geraadpleegd. Dit is ook een indicatie voor een acute ziekenhuisopname, zeker indien het jonge kinderen betreft.

## Diagnose
Of er sprake is van een ketogene toestand kan tegenwoordig door de patiënt zelf worden gesteld met geschikte zelfcontrole-meetapparatuur.
Er zijn recent meters op de markt gekomen die zowel bloedsuikers als ketonen kunnen meten. Daarnaast zijn er strips die in de urine gedoopt worden en door verkleuring een indicatie geven van de aanwezigheid van ketonen. Deze methode is echter veel minder nauwkeurig, maar als de strip ketonen detecteert moet daar evengoed naar gehandeld worden.
Als bij het meten de bloedsuikers te hoog zijn en er sprake is van een hoog gehalte van ketonen dan is dat een zeer sterke aanwijzing dat de voorradige glucose niet wordt verbrand en het lichaam daarom noodgedwongen tot vetverbranding is overgegaan. Als er zowel te hoge bloedsuikers, als een grote hoeveelheid ketonen aan te tonen zijn, is er sprake van ketoacidose.
In het algemeen geldt: ketonenconcentratie kleiner dan 1,0 mmol/l is goed, bij een waarde hoger dan 1,0 moet direct een arts worden geraadpleegd. Voor patiënten die bekend zijn met diabetes is vaak een protocol vastgesteld hoe te handelen bij ketoacidose; hierin kan bijvoorbeeld staan dat bij een  hoge bloedsuikerspiegel in combinatie met ketonen (dit begint vanaf 17 mmol/l) eerst met verhoogde insuline-doses thuis kan worden behandeld. 
Als er ook neurologische verschijnselen zijn (afwezigheid, verminderd bewustzijn etc) is directe medische hulp van van groot belang, omdat in dat geval hersenoedeem aanwezig kan zijn. Door deze complicatie is ketoacidose de belangrijkste doodsoorzaak onder kinderen en tieners met diabetes.

## Behandeling
De behandeling zal bij diabetespatiënten altijd starten door de toediening van insuline, liefst ultra-kortwerkende omdat deze niet alleen kort, maar ook zeer snel werkt. Vrijwel altijd zal hierdoor bloedsuikerwaarde dalen en de koolhydratenverbranding weer op gang komen en de ketonen verbruikt kunnen worden waardoor de concentratie ketonen daalt.
Als er ook braken optreedt, zal getracht worden met ORS (eventueel via een voedingssonde door de neus) en een insuline-infuus (als de patiënt al een insulinepomp heeft, kan deze worden gebruikt) de bloedsuikers te normaliseren. Lukt dat niet dan wordt behalve het insuline-infuus ook een glucose-infuus aangesloten.
Als de bloedsuikers genormaliseerd zijn, wordt weer overgegaan op de normale behandeling van de diabetes. De misselijkheid en de eventuele neiging tot braken zullen dan zijn verdwenen.